# Jouttenjärvi
Jouttenjärvi är en sjö i Övertorneå kommun i Norrbotten och ingår i Torneälvens huvudavrinningsområde. Sjön har en area på 0,055 kvadratkilometer och ligger 163,9 meter över havet.

## Delavrinningsområde
Jouttenjärvi ingår i det delavrinningsområde (741880-185438) som SMHI kallar för Utloppet av Kuittasjärvi. Medelhöjden är 122 meter över havet och ytan är 16,48 kvadratkilometer. Räknas de 20 avrinningsområdena uppströms in blir den ackumulerade arean 274,19 kvadratkilometer. Kuittasjoki (Jylhäjoki) som avvattnar avrinningsområdet har biflödesordning 2, vilket innebär att vattnet flödar genom totalt 2 vattendrag innan det når havet efter 119 kilometer. Avrinningsområdet består mestadels av skog (70 procent). Avrinningsområdet har 2,93 kvadratkilometer vattenytor vilket ger det en sjöprocent på 17,8 procent. Bebyggelsen i området täcker en yta av 0,33 kvadratkilometer eller 2 procent av avrinningsområdet.